# Île de la Chèvre
Ne doit pas être confondu avec Île de la Chèvre (Tupin-et-Semons) ou Goat Island.
L’île de la Chèvre (en anglais Goat Island), ou Te Hawere-a-Maki en maori, est une petite île de l'océan Pacifique, située plus précisément dans le golfe de Hauraki en Nouvelle-Zélande, d'une superficie d'environ 1 hectare. Elle doit sa notoriété au fait qu'elle est au centre de la première aire marine protégée créée en Nouvelle-Zélande : la réserve marine du cap Rodney et de la pointe Okakari.